# InterLiga
Die InterLiga ist ein Wettbewerb im mexikanischen Vereins-Fußball.
2004 bekam Mexiko zwei fixe Startplätze für die Copa Libertadores zugesichert, 2005 noch einen weiteren Qualifikationsplatz.
Da zeitgleich zur Copa Libertadores aber die CONCACAF Champions League stattfindet, über welche sich die mexikanischen Mannschaften für die FIFA Klub-Weltmeisterschaft qualifizieren können, wird der erste fixe Startplatz seit 2009 dem Gewinner der regulären Saison der Apertura des Vorjahres zugesichert.
Um die anderen beiden Startplätze spielen im Januar, in der Pause der Primera División de México, die weiteren acht besten Mannschaften der vergangenen Apertura – ausgenommen der Mannschaften die bereits an der laufenden Champions League teilnehmen bzw. teilgenommen haben.
Derzeit wird nach folgendem Modus gespielt:

In zwei Gruppen zu vier Mannschaften finden die Spiele auf neutralem Platz statt, weswegen die Partien in Kalifornien und Texas (2005 auch in Arizona), Staaten der USA mit einer großen mexikanischen Bevölkerung, ausgetragen werden.

In zwei „Endspielen“ spielen die Gruppenersten gegen die Gruppenzweiten der anderen Gruppe. Die Siegermannschaft mit der besseren Statistik in der Gruppenphase bekommt den zweiten fixen Startplatz zugesprochen, die andere Siegermannschaft muss in die Vorausscheidung.

## Die Finalisten
| Jahr | Austragungsort | Sieger         | Finalist          |
| ---- | -------------- | -------------- | ----------------- |
| 2004 | Carson         | Santos Laguna  | Club América      |
| 2005 | Houston        | UANL Tigres    | CD Guadalajara    |
| 2006 | Carson         | UANL Tigres    | CD Guadalajara    |
| 2007 | Carson         | Necaxa         | Club América      |
| 2008 | Carson         | Club América   | Atlas             |
| 2009 | Carson         | CD Guadalajara | CF Pachuca        |
| 2010 | Carson         | CF Monterrey   | Estudiantes Tecos |